# Bonnie++
Bonnie++ – oprogramowanie do testowania wydajności systemu plików dla systemów Unix, którego autorem jest Russell Coker. Bonnie++ przeprowadza szereg prostych testów wydajności dysku twardego i systemu plików.

## Zastosowanie
- Bonnie++ pozwala na przetestowanie jak system plików przetwarza określone zadania
- Bonnie++ sprawdza poniższe właściwości:
  - szybkość zapisu i odczytu danych
  - odczyt danych z dysku na sekundę
  - liczbę operacji na metadanych, które mogą być wykonane w ciągu sekundy.